# 住宅地

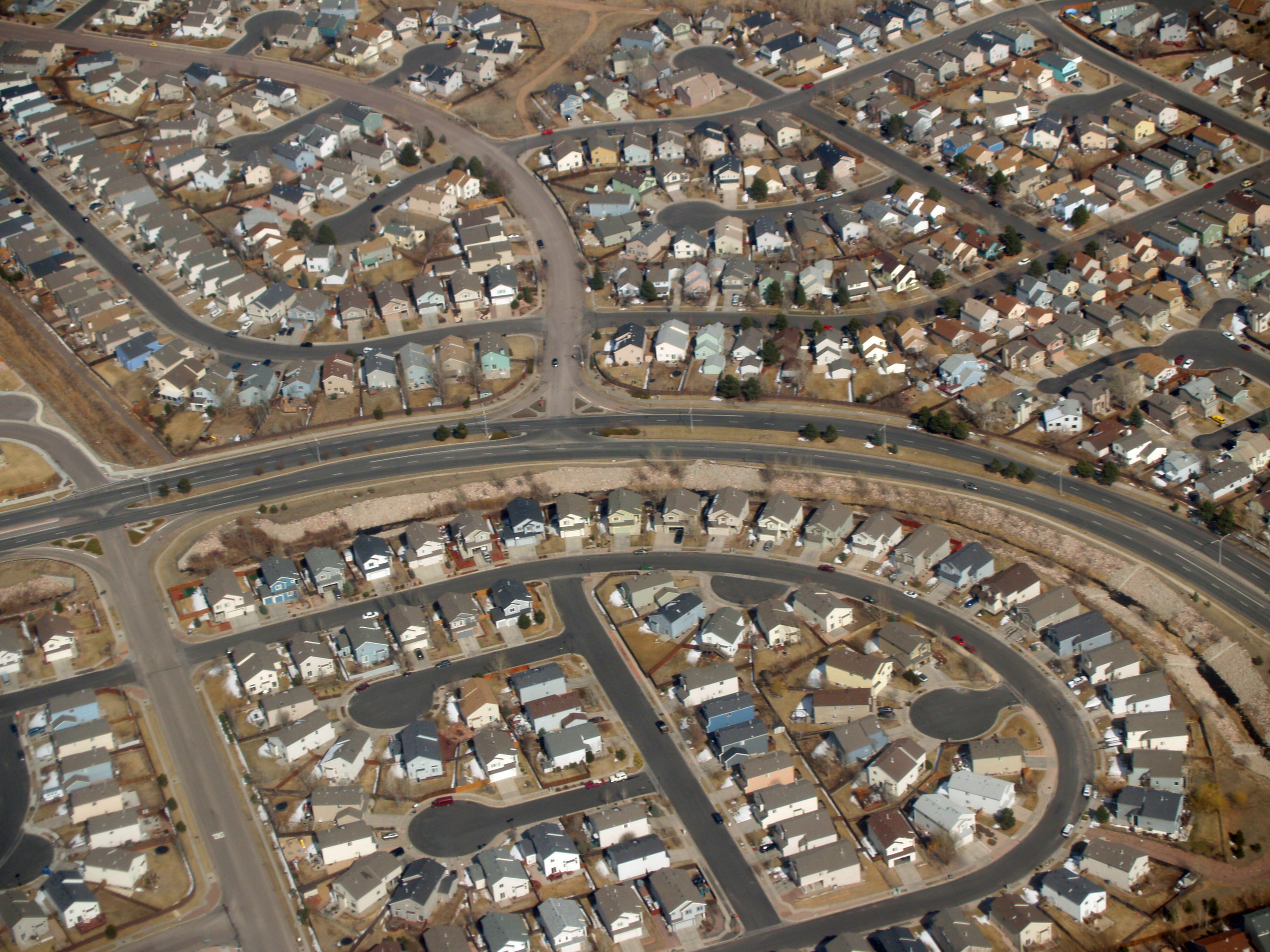
郊外の住宅地（アメリカ）

住宅地（じゅうたくち）は、土地、宅地の利用区分の一形態で、住宅の用途に供せられる土地のことをいうことが一般的である。住宅地が集まった地域を「住宅地域」または「住宅街」という。

## 概要
宅地における土地の利用区分としては、商業地、工業地が他に代表的なものであり、住環境の面からも、都市計画を行う上で土地の利用区分を明確にすることは極めて重要で、建物高さ制限や日影の規制等住宅を建設するに適した規制がなされる。
住宅地もまた、他の地域と同じく、商店街の衰退によって店舗の跡地に住宅が建設されるものなど、その内容、範囲は変動する。

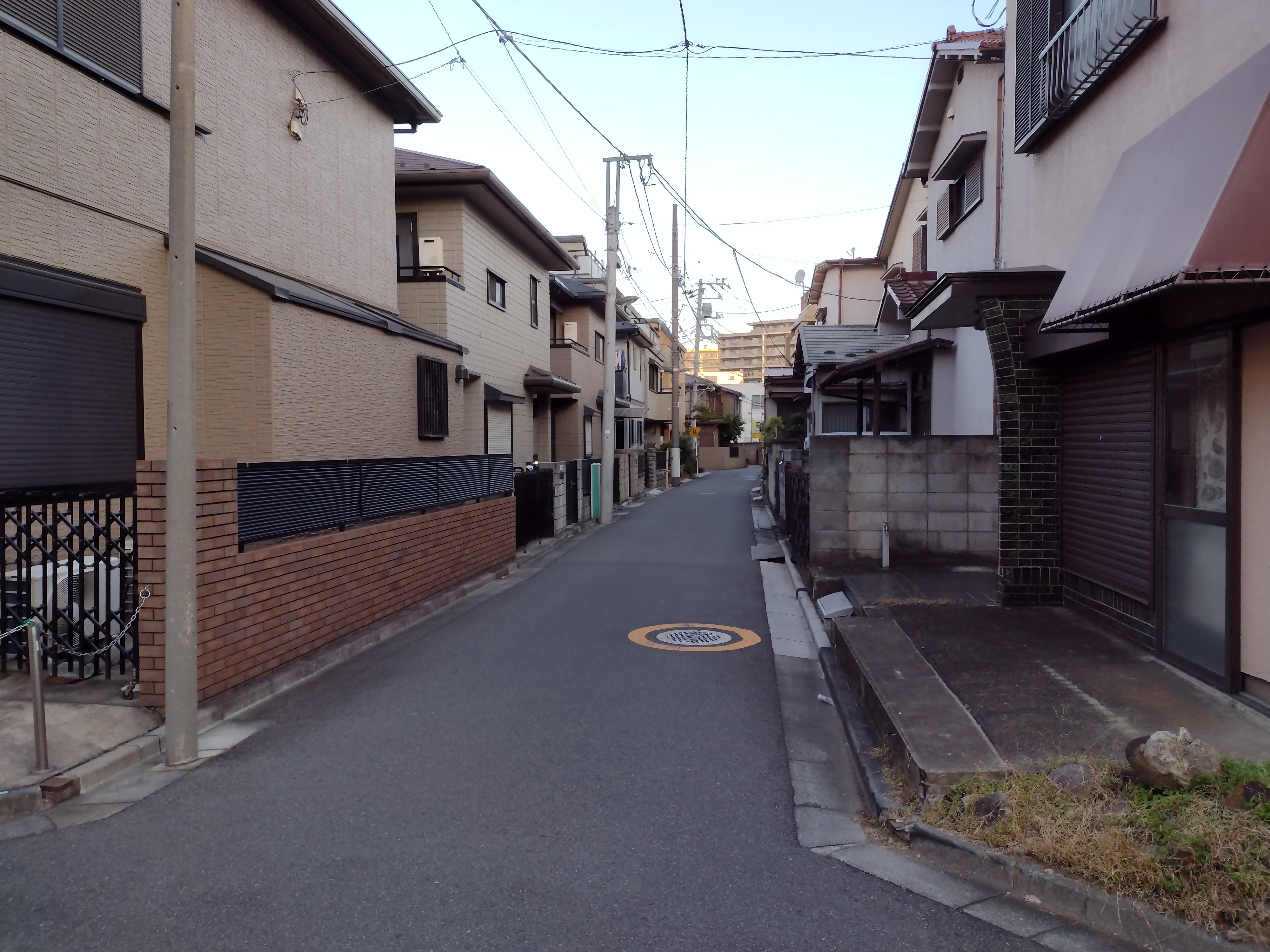
日本の住宅地（東京都江東区）

日本では戦前期に沿線開発によって新中間層向けに郊外住宅地が形成される。郊外住宅地は森林や農地荒地等を新規に住宅地として開発するもの、工場等の跡地が集合住宅または戸建住宅地として開発されるもの等が挙げられるが、日本の高度経済成長期の大都市圏では、既成市街地で低質な木造民営賃貸共同住宅（木賃住宅）地の密集地域の形成と、郊外に向けて住宅地のスプロールが進行。スプロール化地域には低質小規模戸建持家住宅地（ミニ開発住宅　1,000m²未満の土地を100m²未満の宅地に分割した住宅）や比較的良質な公団住宅、大手民間業者による分譲マンション・戸建住宅からなる郊外住宅地が形成され、その後日本のニュータウンが建設されていった。他に、邸宅の敷地であった土地の共同住宅地化や細分化するミニ開発がある。
アメリカ合衆国では大都市周辺の州間高速道路沿いに住宅地が発達し、1990年代に入るとアリゾナ州メサ（フェニックス郊外）やテキサス州アーリントン（ダラスとフォートワースの中間）、コロラド州オーロラ（デンバー郊外）といった、ブーンバーブと呼ばれる、住宅地として急成長を遂げた大型郊外都市も見られるようになった。
また、アメリカ合衆国や北欧にも主要都市の郊外には計画的に造られた住宅地が多く存在する。
住宅地であった土地が利便性の向上等により商業地化していくケースや、鉱山住宅等が閉山によって無人化しそのまま放棄されるケースなどがある。老朽化した共同住宅等のスラム化等もみられる。プルーイット・アイゴーのように、極度にスラム化した共同住宅が取り壊されることもある。
ベッドタウン - 大韓民国においては1990年代以降、ソウル南郊の城南市（盆唐ニュータウン等）、果川市などがベッドタウンとして発達している。

## 住宅市街地
日本では住宅地の他に住宅政策・事業制度名などで新住宅市街地開発事業、密集住宅市街地整備促進事業など、住宅市街地という名称もしばしば用いている。このほかは以下の通り。

### 住宅市街地基盤整備事業
住宅及び宅地の供給を促進することが必要な三大都市圏等の地域における住宅建設事業及び宅地開発事業の推進を目的に関連公共施設等の整備を行う事業について、国が補助等を行う制度を住宅市街地基盤整備事業と呼んでいる。この事業制度は平成16年度に従来の住宅宅地関連公共施設等総合整備事業について、旧住宅市街地整備総合支援事業及び旧密集住宅市街地整備促進事業の実施地区以外に係わる事業として住宅市街地基盤整備事業へと再編したものである。

### 住宅市街地総合整備事業
平成16年度に、これまでの住宅市街地整備総合支援事業と密集住宅市街地整備促進事業を統合し、住宅市街地総合整備事業を創設。これは既成市街地において、快適な居住環境の創出、都市機能の更新、美しい市街地景観の形成、密集市街地の整備改善等を図るため、住宅等の整備、公共施設の整備等を総合的に行う事業である。
住宅市街地総合整備事業制度要綱が定められ、要綱においては、この事業を整備計画に従い行う事業、都心共同住宅供給事業及び都市再生住宅等供給事業を整備計画を策定せず行う事業として位置付けている。
要綱の整備計画に従い行う事業における重点整備地区の要件は、重点整備地区の面積が概ね１ha以上（重点供給地域は概ね0.5ha以上）であること、定められた要件に適合すること（多岐にわたる）とし、形式種類は拠点開発型、沿道等整備型、密集住宅市街地整備型、耐震改修促進型　がある。

### 住宅市街地の開発整備の方針
大都市地域における住宅及び住宅地の供給の促進に関する特別措置法（通称「大都市法」という）に基づき、良好な住宅及び住宅地の供給を促進するため、都市計画として定める開発整備の方針。各都道府県が、都道府県内にある都市計画区域の市町いくつかを対象として整備の方針を作成する。良好な住宅市街地の開発整備を図るための長期的かつ総合的なマスタープランであり、1990年の大都市法改正に伴い創設された制度である。

## 日本の住宅地の分類
さらなる細分化として、次のものが挙げられる。他方、住宅は戸建住宅、共同住宅、別荘といった分類もあり、「戸建住宅地」「共同住宅地」という用語も見られる。「戸建住宅」「共同住宅」とも様々なタイプのものが見られる。共同住宅地の場合は、団地、マンション、社宅・官舎等がそれである。

### 優良住宅地
詳細は高級住宅街を参照。居住環境の極めて良好な地域で従来から名声の高い住宅地域にある土地をいう（敷地が広く、街区及び画地が整然とし、植生と眺望、景観等が優れ、建築の施工の質が高い建物が連たんし、良好な近隣環境を形成する）。

### 標準住宅地
敷地規模、建築の施工の質が標準的な住宅を中心とする地域にある土地をいう。

### 混在住宅地
比較的狭小な戸建住宅及び共同住宅が密集する住宅地域又は住宅を主として店舗等が混在する住宅地域にある土地をいう。この土地のある地域は、住宅地域から商業地域等に移行する過程にあるもの、その反対の過程にあるもの、混在のまま「安定」しているもの等が見られる。混在状態の住環境の面からは、買物の利便性といった正の面と騒音等の負の面とがある。また、狭小な戸建住宅及び共同住宅の密集は、防災、防犯上の問題の背景となることもある。

### 農家集落地
在来の農家住宅を主とする集落地域又は市街地的形態を形成するに至らない地域にある土地をいう。

### 別荘地
詳細は別荘地を参照。主として避暑、避寒、保養又はレクリェーション等を目的として一年のうち夏季、冬季、週末等利用するために建てられた住宅が存する等の地域にある土地をいう。

## 中国の住宅地

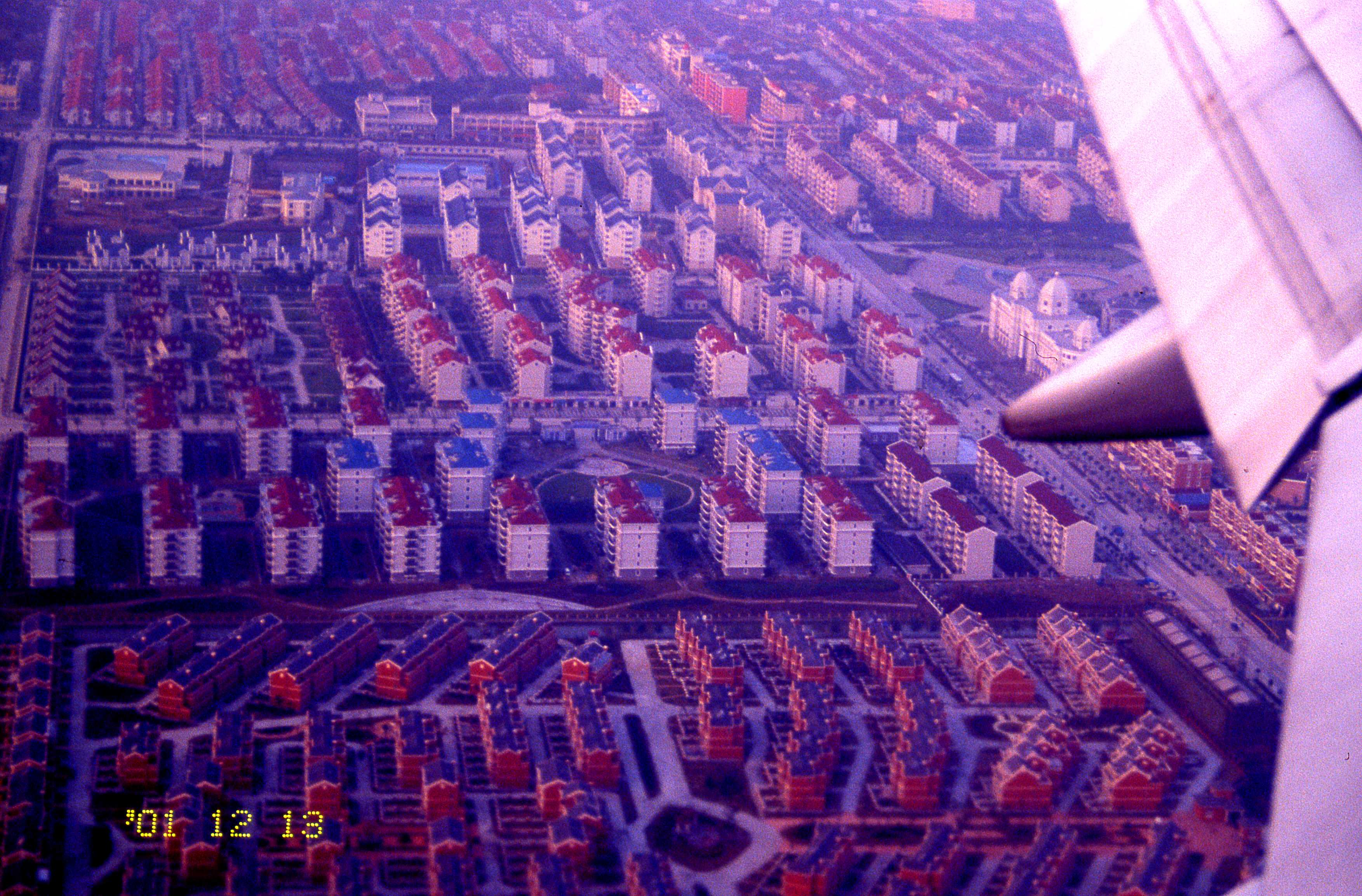
上海の集合住宅密集地

中国では、都市部の土地は国の所有となっており、農村部は農民委員会の集団所有である。国民には土地所有権はなく、そのため日本のように土地付きに一軒家に対するこだわりがない。結果、中国では集合住宅を区分購入する割合が高くなり、持ち家率も70％と高い。また中国では結婚と同時に家も持つことが社会的通念として定着している。中国では、都市部と地方部では大きな格差がある。都市部では郊外エリアに高級住宅街があり、地方では、農村部では「戸建住宅」多く見られる。中国政府が低所得者向けに提供している「保障性住宅」がある。保障性住宅は、低所得者世帯の住宅確保に貢献しているが、都市部では需要に対して供給が追いついていない。